# Ça ira, il fiume della rivolta
Ça ira, il fiume della rivolta és una pel·lícula italiana documental de collage de 1964 dirigida per Tinto Brass. Prenent el seu nom de la popular cançó revolucionària Ah ! ça ira, la pel·lícula és una crítica narrativa de les revolucions del segle XX entre 1900 i 1962. Va ser exhibida a la 25a Mostra Internacional de Cinema de Venècia el 1964.

## Argument
Brass reuneix una sèrie de seqüències macabres i molt directes que expliquen la revolució d'octubre, la revolució mexicana, la gran guerra, la invasió de la Xina pels japonesos, la guerra espanyola, la segona guerra mundial, el nazisme, el feixisme, els camps d'extermini, les bombes atòmiques a Hiroshima i Nagasaki.
Paul Éluard també apareix a la pel·lícula llegint un dels seus poemes i hi ha dues cançons interpretades per Édith Piaf i Edmonda Aldini. El tema del sexe com a desviador ideològic també es presenta en embrió.

## Narracions
- Enrico Maria Salerno
- Sandra Milo
- Tino Buazzelli